# Lill-Moga
Lill-Moga är ett fritidshusområde ett par kilometer norr om Almunge i Almunge socken i Uppsala kommun, Bebyggelsen klassades som en småort av SCB år 2005 och även från 2020.